# 江山美人 (電視節目)
《江山美人》，香港電視廣播有限公司製作的一個集旅遊與選美於一身的電視節目。此節目於2006年10月15日晚上20:30起於無綫電視旗下頻道翡翠台播放。而決賽《江山美人一戰定江山》則於同年12月23日晚上20:30於翡翠台播出。節目由香港康泰旅行社贊助。

## 節目形式
本節目分別於中国內地八個城市大連、蘇州、北京、上海、西安、成都、廣州和南寧取景。每個城市均有四名參賽者，參賽者會於節目中與主持人遊覽該城市並進行問答與才藝比試，其中一名參賽者可獲得出線資格到香港參加決賽。
於決賽勝出者則入圍參與國際中華小姐競選，本節目被視作國際中華小姐競選引入內地參賽者後的選拔賽，然而由2008年度國際中華小姐競選起，改以國際中華小姐競選內地選拔賽代替。

## 外部連結
- 電視廣播有限公司官方網站 - 江山美人 （页面存档备份，存于）
- 電視廣播有限公司官方網站 - 江山美人一戰定江山 （页面存档备份，存于）